# Ambispora fennica
Ambispora fennica är en svampart som beskrevs av C. Walker, Vestberg & A. Schüssler 2007. Ambispora fennica ingår i släktet Ambispora och familjen Ambisporaceae.   Inga underarter finns listade i Catalogue of Life.